# Joaquín Botero
Joaquín Botero Vaca (La Paz, 10 dicembre 1977) è un ex calciatore boliviano, di ruolo attaccante.

## Carriera

### Club
Dopo 133 reti nel Bolívar che lo rendono il secondo miglior marcatore nella storia del club, di cui 49 in una sola stagione, quella del 2002, in cui si classificò al primo posto nel mondo per numero di gol segnati, lasciò la squadra per giocare all'estero.
Trasferitosi ai Pumas, segnò tre reti in diciassette gare alla sua prima stagione, tre in nove gare alla seconda e undici in diciannove nell'Apertura 2004; nel 2006 si trasferì al San Lorenzo, in Primera División Argentina e nel 2007 al Deportivo Táchira in Venezuela. Nel 2008, svincolato, tornò al Bolívar, passando al Correcaminos UAT per il campionato di Clausura 2009 della Liga de Ascenso de México. Nel 2010 ha firmato un contratto con l'Al-Arabi Kuwait.
Il 30 gennaio 2012 viene acquistato dalla società indiana del Barasat per 180 000 dollari.

### Nazionale
A partire dal 1999, Botero venne convocato regolarmente per la Bolivia, partecipando a competizioni come FIFA Confederations Cup 1999, Copa América 2001 e Copa América 2004. Il 1º aprile 2009 Botero segnò una tripletta nella storica partita vinta per 6-1 dalla Bolivia in casa contro l'Argentina, ma il 15 maggio dello stesso anno comunicò il proprio ritiro dalla nazionale, causato dalla mancanza di stimoli e motivazione. Con 48 presenze e 20 reti, è il secondo migliore marcatore della storia della nazionale boliviana, dopo Marcelo Moreno.

## Palmarès

### Club
- Campionato boliviano: 1

Bolívar: 2002
- Campionato messicano: 2

Pumas UNAM: Clausura 2004, Apertura 2004

### Individuale
- Capocannoniere del campionato boliviano di calcio: 1

2002 (49 gol)
- Miglior marcatore di massima divisione dell’anno IFFHS: 1

2002